# الاتحاد العربي للبلياردو والسنوكر
الاتحاد العربي للبلياردو والسنوكر هو الهيئة المسؤولة عن رياضة البلياردو والسنوكر في الوطن العربي، تأسس عام 2000 ومقره في الأردن. ويضم في عضويته 18 اتحاداً عربياً.

## الأعضاء
| اتحاد آسيا للبلياردو والسنوكر - العراق - الإمارات - السعودية - سوريا - الأردن - فلسطين - البحرين - الكويت - قطر - لبنان - اليمن - عمان |  | اتحاد إفريقيا للبلياردو والسنوكر - مصر - ليبيا - الجزائر - المغرب - تونس - السودان |

## رؤساء الاتحاد
قائمة برؤساء الاتحاد العربي للبلياردو والسنوكر منذ تأسيسة في عام 2000 حتى الآن:
| الرئاسة | الرئيس        | تولى المنصب | ترك المنصب |
| ------- | ------------- | ----------- | ---------- |
| 1       | هاني خوري     | 2000        | 2006       |
| 2       | عمرو الخرادلي | 2006        | حتى الآن   |

## المنافسات
- البطولة العربية للبلياردو والسنوكر